# Iveta Bieliková
Iveta Bieliková (* 17. srpna 1966 Ružomberok) je bývalá československá hráčka basketbalu. Je vysoká 171 cm.

## Sportovní kariéra
V basketbalovém reprezentačním družstvu Československa v letech 1990 až 1992 hrála celkem 78 utkání a má podíl na dosažených sportovních výsledcích. Zúčastnila se Olympijských her 1992 (Barcelona, Španělsko) - 6. místo, kvalifikace na Olympijské hry 1992 (Vigo, Španělsko) - postup na OH 1992, Mistrovství světa 1990 Kuala Lumpur, Malajsie - 4. místo a Mistrovství Evropy 1991 v Izraeli (Tel Aviv) - 5. místo.
Za reprezentační družstvo Slovenska hrála na Mistrovství světa 1998 Berlín, Německo - 8. místo, Mistrovství Evropy 1997 (Budapešť, Maďarsko) - 2. místo a 2001 - semifinálová část.
V Evropských pohárech klubů v Eurolize žen (PMEZ) 1992-2005 s SCP Ružomberok získala dvě vítězství (1999, 2000), dvakrát třetí místo (1996, 1997). Dále hrála šestkrát ve "Final Four" Evropské ligy. V sezóně 2005/06 hrála za BK Siemens Poprad v poháru FIBA EuroCup žen.
V československé basketbalové lize žen hrála celkem čtyři sezóny (1989-1993) za družstvo SCP Ružomberok, s nímž získala tři tituly mistra Československa (1990-1993) a jedno třetí místo (1990). V letech 1990-1992 byla dvakrát vybrána jako nejlepší basketbalistka Československa a do nejlepší pětice hráček československé ligy. Je na 42. místě v dlouhodobé tabulce střelkyň československé basketbalové ligy žen za období 1963-1993 s počtem 2382 bodů. Byla dvakrát najlepší basketbalistka Slovenska (1990, 1996).. V zahraničí hrála za Lotos Gdynia, Polsko (2002/03) a MKB Euroleasing Sopron, Maďarsko (2003/04).

## Sportovní statistiky

### Kluby
- 1983-2002 SCP Ružomberok, kapitánka družstva
- 1983-1993 Československá basketbalová liga: celkem 6 sezón a 4 medailová umístění: 3× mistryně Československa (1990-1993), 3. místo (1990), 7. místo (1983), 8. místo (1984)
- 1990-1992: All Stars - nejlepší pětka hráček ligy - zařazena 2×: od 1990 a 1991/92
- 1993-2002 Slovenská basketbalová liga: 10× mistryně Slovenska
- 2002/03 Basket Lotos Gdynia (Polsko), 2003/04 MKB Euroleasing Sopron (Maďarsko)
- 2004/05 Basket Delta Košice, 2005/06 ŽBK Poprad

### Evropské poháry
- FIBA Euroliga v basketbale žen - SCP Ružomberok 2× vítěz Euroligy (1999, 2000), 2× 3. místo (1996, 1997), 6× účast ve Final Four
- celkem 14 ročníků - 1992 (21 bodů /2 zápasy), 1993 (184 /16), 1994 (29 /2), 1995 (146 /13), 1996 (226 /17), 1997 (222 /18), 1998 (75 /12), 1999 (135 /18), 2000 (119 /18), 2001 (106 /12), 2002 (192 /19), 2003 (155 /14), 2004 (97 /17), 2005 (14 /6)
- FIBA EuroCup žen - 2008/06 BK Siemens Poprad (53 /5)

### Československo
- Kvalifikace na Olympijské hry 1992 (Vigo, Španělsko) postup na OH (46 bodů /8 zápasů)
- Olympijské hry 1992 Barcelona (41 /5) 6. místo
- Mistrovství světa 1990 Kuala Lumpur, Malajzie (22 /6) 4. místo
- Mistrovství Evropy 1991 Tel Aviv, Izrael (22 /4) 5. místo
- 1990-1992 celkem 78 mezistátních zápasů, na 4 OH, MS a ME celkem 131 bodů v 23 zápasech
- 1990-1992: 2× basketbalistka roku (1990, 1991) - vyhlásila Československá basketbalová federace

### Slovensko
- Mistrovství světa 1998 Berlín, Německo (61 /9) 8. místo
- Mistrovství Evropy 1997 Budapešť, Maďarsko (50 /8 ) 2. místo a 2001 - semifinálová část (34 /3) 1. místo ve skupině A.
- Anketa o najlepší basketbalistku Slovenska - vítěz ankety v letech 1990, 1996